# Gunnar Sauer
Gunnar Sauer (ur. 11 czerwca 1964 w Cuxhaven) – niemiecki piłkarz występujący na pozycji obrońcy.

## Kariera klubowa
Sauer zawodową karierę rozpoczynał w Werderze Brema. Debiut w Bundeslidze zaliczył 8 czerwca 1985 w przegranym 0:2 meczu z Borussią Dortmund. W sezonie 1984/1985 wywalczył z Werderem wicemistrzostwo Niemiec. W kolejnym sezonie ponownie wywalczył z Werderen wicemistrzostwo Niemiec. 10 kwietnia 1987 w wygranym 4:1 spotkaniu z Eintrachtem Frankfurt strzelił pierwszego gola w trakcie gry w Bundeslidze. W sezonie 1987/1988 zdobył z zespołem mistrzostwo Niemiec. W tym samym sezonie jego klub wywalczył Superpuchar Niemiec. W 1991 zdobył z Werderem Puchar Niemiec, w 1992 Puchar Zdobywców Pucharów, w 1994 ponownie Puchar Niemiec, a w 1995 po raz trzeci wywalczył z nim wicemistrzostwo Niemiec.
W 1996 roku odszedł do drugoligowej Herthy Berlin. W sezonie 1996/1997 awansował z nią do Bundesligi, ale nie rozegrał tam żadnego spotkania w barwach Herthy. W styczniu 1998 roku przeszedł do VfB Leipzig, grającego w 2. Bundeslidze. Do końca sezonu 1997/1998 rozegrał tam 12 ligowych spotkań. Latem 1998 roku został zawodnikiem zespołu Regionalligi - VfB Oldenburg, w którym w 1999 roku zakończył karierę.
| Sezon   | Klub          | Kraj   | Rozgrywki     | Mecze | Bramki |
| ------- | ------------- | ------ | ------------- | ----- | ------ |
| 1984/85 | Werder Brema  | RFN    | Bundesliga    | 1     | 0      |
| 1985/86 | Werder Brema  | RFN    | Bundesliga    | 1     | 0      |
| 1986/87 | Werder Brema  | RFN    | Bundesliga    | 25    | 1      |
| 1987/88 | Werder Brema  | RFN    | Bundesliga    | 33    | 2      |
| 1988/89 | Werder Brema  | RFN    | Bundesliga    | 19    | 2      |
| 1989/90 | Werder Brema  | RFN    | Bundesliga    | 18    | 2      |
| 1990/91 | Werder Brema  | RFN    | Bundesliga    | 22    | 0      |
| 1991/92 | Werder Brema  | Niemcy | Bundesliga    | 0     | 0      |
| 1992/93 | Werder Brema  | Niemcy | Bundesliga    | 0     | 0      |
| 1993/94 | Werder Brema  | Niemcy | Bundesliga    | 1     | 0      |
| 1994/95 | Werder Brema  | Niemcy | Bundesliga    | 11    | 0      |
| 1995/96 | Werder Brema  | Niemcy | Bundesliga    | 3     | 1      |
| 1996/97 | Hertha BSC    | Niemcy | 2. Bundesliga | 8     | 0      |
| 1997/98 | Hertha BSC    | Niemcy | Bundesliga    | 0     | 0      |
| 1997/98 | VfB Leipzig   | Niemcy | 2. Bundesliga | 12    | 0      |
| 1998/99 | VfB Oldenburg | Niemcy | Regionalliga  | 11    | 0      |

## Kariera reprezentacyjna
W 1988 roku Sauer został powołany do reprezentacji Niemiec na Mistrzostwa Europy. Nie rozegrał na nich żadnego spotkania, a Niemcy dotarły w nim po półfinału. W tym samym roku był uczestnikiem Letnich Igrzyskach Olimpijskich w 1988 roku, na których Niemcy zajęli 3. miejsce. W drużynie narodowej Sauer nie zagrał ani razu.